# All-Star Game LNB 1987
Le All-Star Game LNB 1987 est le premier du genre. Il s’est déroulé le 6 mai 1987 au Palais des sports de Beaublanc à Limoges. La sélection Ouest a battu la sélection Est (134-128). Robert Smith a été élu MVP du match. Il est également le meilleur marqueur du match avec 24 points.

## Joueurs

### All-Stars de l'Est
| Position    | Joueur            | Équipe                  |
| ----------- | ----------------- | ----------------------- |
| Meneur      | Pierre Bressant   | Antibes                 |
| Meneur      | Robert Smith      | Monaco                  |
| Arrière     | Billy Williams    | Monaco                  |
| Ailier      | Bill Varner       | Antibes                 |
| Ailier      | Jean-Aimé Toupane | Monaco                  |
| Ailier fort | Jean-Louis Hersin | Antibes                 |
| Ailier fort | Christian Garnier | Monaco                  |
| Ailier      | Lionel Rigo       | Saint-Étienne           |
| Ailier fort | Jean-Luc Deganis  | Saint-Étienne           |
| Pivot       | Frédéric Monetti  | Monaco                  |
| Ailier      | Éric Beugnot      | ASVEL Lyon-Villeurbanne |
| Pivot       | Mick Pitts        | Dijon                   |

### All-Stars de l'Ouest
| Position | Joueur          | Équipe                |
| -------- | --------------- | --------------------- |
| Meneur   | Freddy Hufnagel | Orthez                |
| Meneur   | Valéry Demory   | Challans              |
| Ailier   | Patrick Cham    | Racing club de France |
| Ailier   | Richard Dacoury | Limoges               |
| Arrière  | Howard Carter   | Orthez                |
| Arrière  | Jacques Monclar | Limoges               |
| Ailier   | Paul Thompson   | Limoges               |
| Ailier   | Hervé Dubuisson | Racing club de France |
| Ailier   | Benkali Kaba    | Orthez                |
| Pivot    | Tom Scheffler   | Orthez                |
| Pivot    | Georges Vestris | Limoges               |

### Entraîneurs
George Fisher (Orthez), dirige l’équipe des All-Stars de l'Est. Michel Gomez (Limoges), dirige l’équipe des All-Stars de l'Ouest.